# وقتی که شب در حال سقوط است
وقتی که شب در حال سقوط است (به انگلیسی: When Night Is Falling) فیلمی محصول سال ۱۹۹۵ و به کارگردانی پاتریشیا رزما است. در این فیلم بازیگرانی همچون پاسکال بوسیر، ریچل کرفرد، هنری چرنی، دان مک‌کلر ایفای نقش کرده‌اند.